# Foreign Exchange (banda)

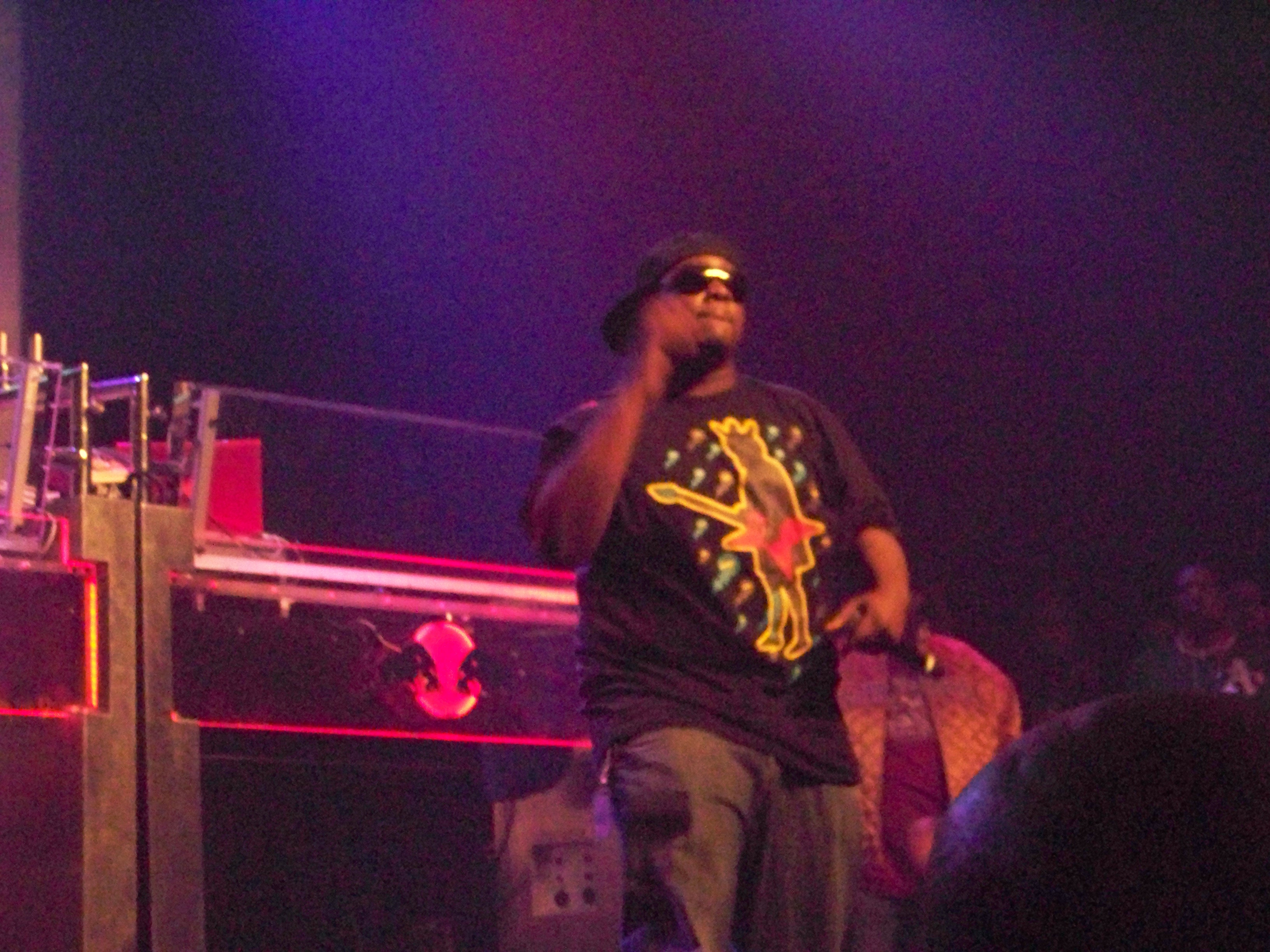
El rapero Phonte Coleman, miembro de la banda, realizando una presentación en Atlanta, Georgia.

Foreign Exchange es un dúo de hip hop formado por el rapero estadounidense Phonte Coleman (de Little Brother) y el productor neerlandés Nicolay. Primeramente, ambos se anunciaban en foros de Okayplayer.com, y comenzaron a grabar música y a enviarla una y otra vez. Poco después, Phonte y Nicolay formaron Foreign Exchange sin haberse conocido todavía en persona el uno al otro. 
El álbum Connected fue lanzado en 2004, siendo todo un escaparate para el talento musical de Nicolay. El disco recibió buenas críticas y el sencillo "Sincere" con Yahzarah, fue grabado con un video promo.